# NGC 360
NGC 360 là một thiên hà xoắn ốc nằm cách Hệ Mặt trời khoảng 103 triệu năm ánh sáng trong chòm sao Đỗ Quyên. Nó được phát hiện vào ngày 2 tháng 11 năm 1834 bởi John Herschel. Dreyer, người tạo ra Danh mục tổng hợp mới mô tả đối tượng là "cực kỳ mờ nhạt, mở rộng rất nhiều 145 °, rất ít sáng hơn ở giữa".